# Jack Warner

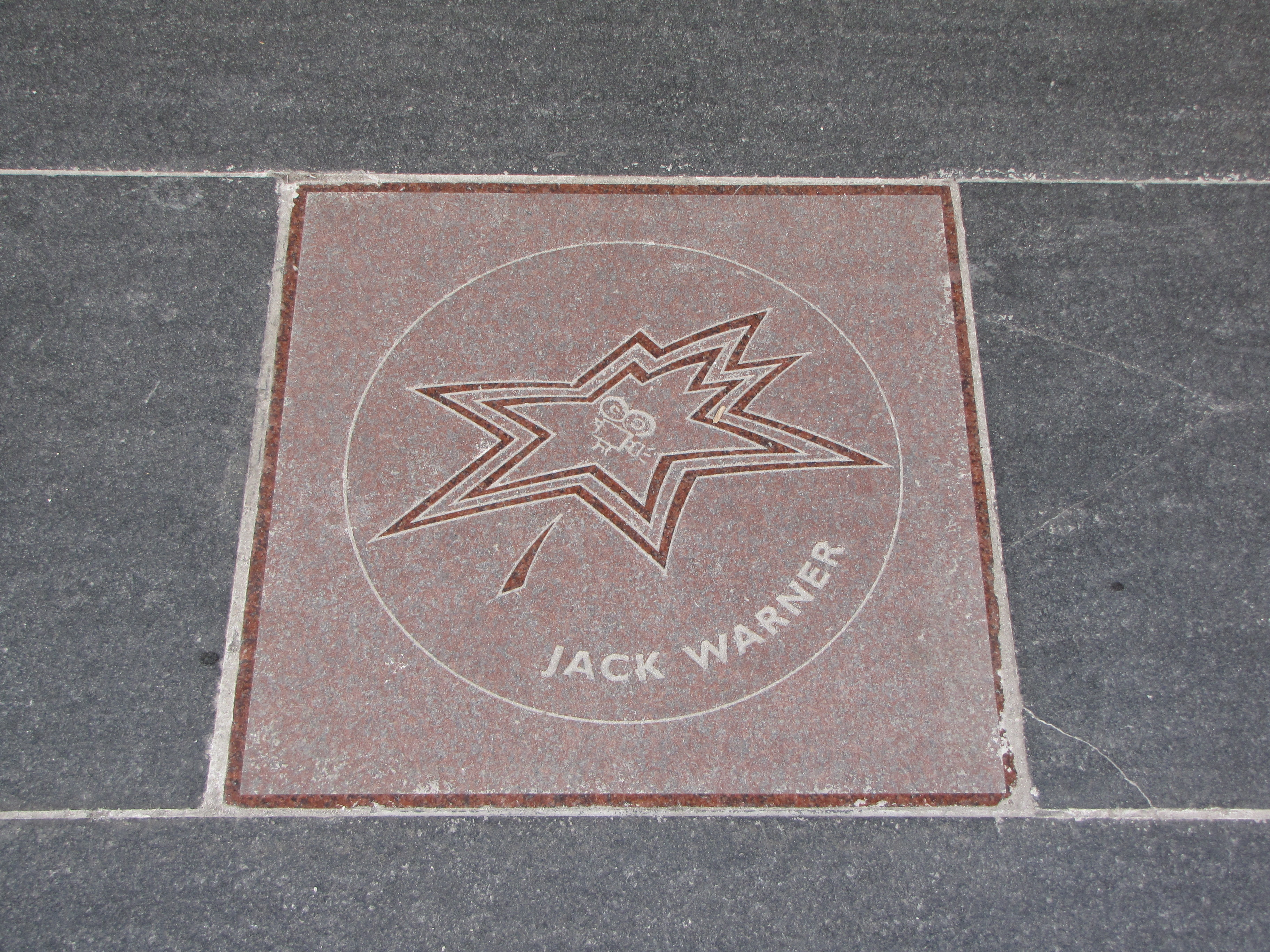
Estrela de Jack Warner na Calçada da fama do Canadá.

Jack Leonard "J. L." Warner (London, Ontário; 2 de agosto de 1892 — Los Angeles; 9 de setembro de 1978), nascido Jacob Warner, foi um executivo de cinema américo-canadense, um dos quatro fundadores da Warner Bros.. Assumiu a presidência da empresa em 1927, devido à morte repentina de seu irmão, Sam e, durante sua gestão, ela foi responsável pela produção de vários clássicos do cinema, como Casablanca, Juventude Transviada, Minha Bela Dama e Camelot.
Aposentou-se em 1967 e morreu em Los Angeles, em 9 de setembro de 1978, de embolia pulmonar, aos 86 anos.